# Kommunikationstechnik
Als Kommunikationstechnik bezeichnet man zusammenfassend Techniken für die technisch gestützte Kommunikation. Kommunikationstechnologie ist das Wissen beziehungsweise die Lehre der Kommunikationstechnik. Für die Telekommunikation, z. B. Mobilkommunikation, Satellitenkommunikation und Fernsprechen sind dies die Nachrichtentechnik, Funktechnik, Vermittlungstechnik, Übertragungstechnik, Hochfrequenztechnik, Mikroelektronik, Technische Informatik und Drucktechnik.
Teilweise werden auch Kommunikationsnetze der Kommunikationstechnik zugerechnet. Wegen der fließenden Abgrenzung der Techniken untereinander und auch zur Informationstechnik werden sie oft zusammengefasst unter dem Oberbegriff Informations- und Kommunikationstechnik (kurz „IuK-Technik“ oder „IKT“).

## Ausbildung
Einige Fachhochschulen bieten Studiengänge wie Medien- und Kommunikationstechnik (bzw. Medien- und Kommunikationstechnologie) an.